# Etolia-Acarnania
Etolia-Acarnania (en griego Αιτωλοακαρνανία, Etoloakarnanía) es una unidad periférica de Grecia, situada en la región de Grecia Occidental. Está conformada por las regiones de Etolia y Acarnania y su capital es Mesolongi. Hasta el 1 de enero de 2011 fue una de las 51 prefecturas en que se dividía el país.

## Geografía
Las montañas dominan en el norte, noreste, este y sureste, especialmente las montañas acarnanias. El río más largo, así como el principal de la región es el río Aspropótamos o Acheloos, el cual acaba en forma de delta hacia el suroeste en un fértil y rico valle. El segundo río más largo es el río Evinos. Existen también varios lagos naturales, como el Trichonis, el Amvrakia, el Ozeros y Lysimachia. La parte sur es conocida por la laguna de Mesolongi y Etoliko, de donde se extrae sal.

## Subdivisiones
Desde 2011 comprende siete municipios:
- Agrinio
- Accio-Vónitsa
- Anfiloquía
- Mesolongi
- Nafpaktía
- Termo
- Xirómero